# 神経型一酸化窒素合成酵素
神経型一酸化窒素合成酵素（しんけいがたいっさんかちっそごうせいこうそ、英: neuronal nitric oxide synthase、略称: nNOS）または一酸化窒素合成酵素1（nitric oxide synthase 1、NOS1）は、ヒトではNOS1遺伝子にコードされる酵素である。

## 機能
一酸化窒素合成酵素（NOS、EC 1.14.13.39）は、L-アルギニンからの一酸化窒素（NO）の産生を触媒する合成酵素（シンターゼ）のファミリーである。NOは体内で多様な機能を持つ化学的メッセンジャーであり、その機能は産生源となる酵素や組織への局在に依存している。NOS1が主に存在する脳や末梢神経系では、NOは神経伝達物質として多くの役割を果たし、長期増強に関与している可能性がある。他にも発作や神経変性疾患と関連した神経毒性、蠕動や括約筋弛緩など平滑筋の神経調節、陰茎の勃起などに関与が示唆されている。関連する酵素であるNOS3から産生されるNOは、血圧を調節する内皮由来弛緩因子活性を担う。マクロファージでは、関連する酵素であるNOS2によって産生されるNOは抗腫瘍作用や抗微生物作用を媒介する。特定の遺伝子を不活性化した動物モデルによって個々のNOSの機能が明らかにされている。神経型NOS（nNOS、NOS1）、内皮型NOS（eNOS、NOS3）、誘導型NOS（iNOS、マクロファージNOS、NOS2）は異なるアイソザイムである。

## 臨床的意義
NOS1は気管支喘息、統合失調症、むずむず脚症候群、精神刺激薬による神経毒性への関与が示唆されている。双極性障害や大気汚染物質への曝露との関係も研究が行われている。

## 相互作用
NOS1はDLG4、NOS1APと相互作用することが示されている。

## 関連文献
- “Association of neuronal nitric oxide synthase (nNOS) with alpha1-syntrophin at the sarcolemma”. Microsc. Res. Tech. 55 (3):  164–70. (2001). doi:10.1002/jemt.1167. PMID 11747091.
- “Arginase in glomerulonephritis”. Kidney Int. 61 (3):  876–81. (2002). doi:10.1046/j.1523-1755.2002.00236.x. PMID 11849441.
- “Interplay of Cu,Zn superoxide dismutase and nitric oxide synthase in neurodegenerative processes”. IUBMB Life 55 (10–11):  629–34. (2004). doi:10.1080/15216540310001628717. PMID 14711010.